# Мравінський Євген Олександрович
Євге́н Олександрович Мраві́нський  (рос. Евгений Александрович Мравинский, *22 травня (4 червня) 1903, Санкт-Петербург, Російська імперія — †19 січня 1988, Ленінград, РРФСР, СРСР) — російський радянський диригент, піаніст, музичний педагог. Народний артист СРСР (1954). Лауреат Сталінської (1946) і Ленінської премій (1961). Герой Соціалістичної Праці (1973).

## Життєпис
Народився в Петербурзі. Учився на природному факультеті Петроградського університету, працював артистом мімансу в Маріїнському театрі, піаністом у Хореографічному училищі. 1924 року вступив до Ленінградської консерваторії, де спочатку займався в класі композиції, а з 1927 — у класі диригування, спочатку в М. А. Малька, а після його від'їзду за кордон — в А. В. Гаука.
1932 року дебютував у Маріїнському театрі, продиригувавши балетом «Спляча красуня» Чайковського. В 1932—1938 був диригентом цього театру (переважно балетного репертуару); з 1938, перемігши на конкурсі диригентів, очолив Симфонічний оркестр Ленінградської філармонії (колишній Придворний) і залишався на цьому посту до кінця своїх днів. За десятиліття роботи із Мравінським оркестр став високопрофесійним колективом і завоював міжнародну популярність. З 1961 викладав у Ленінградській консерваторії.
Мравінський був диригентом авторитарного і у той же час академічного типу, він прагнув до максимально повного пророблення інтерпретації, аж до дрібних деталей. Його манері були властиві скупий жест, тверда воля, стриманість емоцій, прекрасне відчуття форми, і в той же час вона втілювала духовну зосередженість майстра. У досить широкому в стилістичному відношенні, хоча й не занадто великому репертуарі Мравінського деяка перевага віддавалася російській музиці, у тому числі сучасній, а в західноєвропейській класиці — Бетховену, Брамсу, Вагнеру, Р.Штраусу й Брукнеру. Улюбленими авторами Мравінського були Чайковський і Шостакович. До числа вищих досягнень диригента можна віднести трактування П'ятої й особливо Шостої симфоній Чайковського, а також багатьох симфонічних полотен Шостаковича: під його керуванням уперше прозвучали П'ятої, Шоста, Восьма, Дев'ята, Десята симфонії; Восьму симфонію автор присвятив диригентові.
У культурному житті Ленінграда велична фігура Мравінського грала майже культову роль, символізуючи наступність традицій. 
Помер 19 січня 1988 року. Похований у Ленінграді на Богословському цвинтарі, на сімейній ділянці з 2-ю дружиною, Інною Михайлівною Сєриковою. На могилі — скульптурний надгробок, автор — скульптор Л. К. Лазарєв.
На його честь названо астероїд 19081 Мравінський.

## Участь у документальних фільмах
(російською)
- 1973 — Дирижирует Евгений Мравинский (реж. К. Бромберг)
- 1975 — И так — всю жизнь
- 1979 — Размышления о Мравинском
- 1984 — Беседы с Мравинским
- 1984 — Диалог
- 1984 — Музыка Мравинского (реж. Д. Рождественский)